# Theganopteryx fantastica
Theganopteryx fantastica är en kackerlacksart som beskrevs av Robert Walter Campbell Shelford 1909. Theganopteryx fantastica ingår i släktet Theganopteryx och familjen småkackerlackor. Inga underarter finns listade i Catalogue of Life.